# 生産様式
生産様式（せいさんようしき、独: Produktionsweise、英: mode of production）とは、以下の意味を指す。

## 一般的用法
生産様式は、一般的には、
- 家内制手工業
- 問屋制手工業
- 工場制手工業（マニュファクチュア）
- 工場制機械工業

等に代表されるような、生産物の生産手法・生産形態を指す。

## マルクス主義的用法

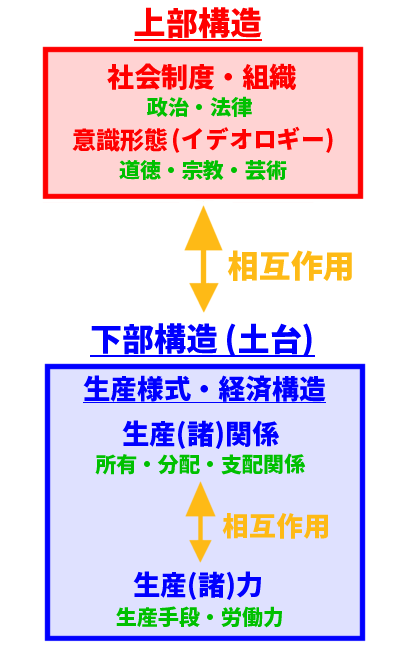
下部構造（土台）と上部構造。

### マルクスの用法
カール・マルクスにおいては、生産様式とは、
- 生産(諸)力（独: Produktivkräfte、英: productive forces） - 生産手段と労働力の組み合わせ[2]。
- 生産(諸)関係（独: Produktionsverhältnisse、英: relations of production） - 生産手段の所有関係と、それに基づく分配関係・階級関係[3]。

の総体であり、「下部構造(土台)と上部構造」における、「下部構造(土台)」部分に相当する。

マルクスは、『経済学批判』の序言において、この生産様式の歴史的変遷を、
- アジア的生産様式
- 古代的生産様式 --- 奴隷制。
- 封建的生産様式 --- 封建制。
- 近代ブルジョア的生産様式 --- 資本制。

と表現している。

### エンゲルスの用法
フリードリヒ・エンゲルスは、『家族・私有財産・国家の起源』において、上記のマルクス説を包含する形で、
- 原始共産制
- 古代奴隷制
- 中世封建制
- 近代資本制
- 社会主義制

と言い直して表現している。